# Khanda

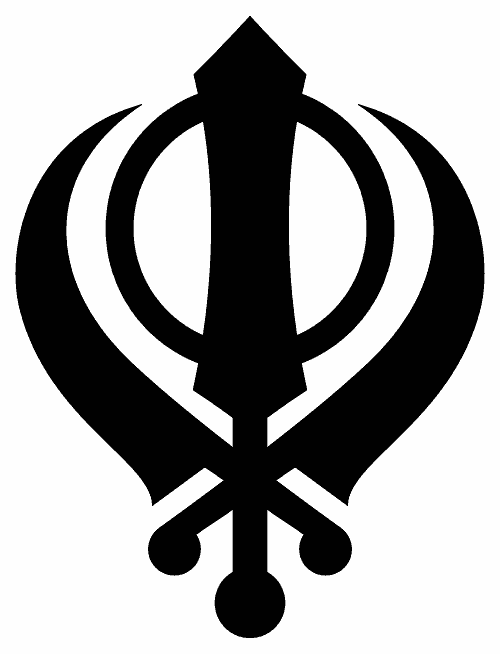
Khanda

Khanda (punjabi: ਖੰਡਾ, khaṇḍā) är sikhismens huvudsymbol. Khandan har länge varit en av sikhernas trossymboler, men fick sin nuvarande form och status kring 1930–talet vid Ghadarrörelsen och dess kämpande för Indiens självständighet från Storbritannien då den användes som huvudsymbol för rörelsen.